# 祈錦鈅
祈 錦鈅（ウェード式：Chi Chin-yueh、マキシーン・チー、1995年6月20日 - ）は台湾のグラビアアイドル。

## 来歴
2017年にSNSでセクシーな巨乳の黒いビキニ姿で泳ぐ写真を投稿し、一気に知名度を上げ、「Gカップの周子瑜」。という称号を得ました。
同年、アプリのCMに出演し、ジムで運動している際に彼女の大きな胸が弾む様子が非常にセクシーで魅力的でした。

## 書籍
- 2021年 祈錦鈅 MAXINE：首本個人寫真
- 2024年 台湾歌手マキシンMaxine 1st日本版デジタル写真集《予期せぬ出会い》